# Lamar Hunt U.S. Open Cup 2013
De Lamar Hunt U.S. Open Cup 2013 is een Amerikaans voetbaltoernooi, dat begon op 7 mei 2013 en eindigde met de finale op 1 oktober 2013 De titelhouder is Sporting Kansas City die vorig seizoen Seattle Sounders FC versloeg met 3-2 na strafschoppen in de finale. De winnaar plaatst zich voor de Groepsfase van de CONCACAF Champions League 2014/15..

## Gekwalificeerde teams
| Starten in de play-in ronde | Starten in de 1e ronde | Starten in de 1e ronde | starten in de 2e ronde | Starten in de 3e ronde |
| --- | --- | --- | --- | --- |
| NPSL/USCS/USSSA 2 teams/1 team/1 team | NPSL/USASA/USL PDL/USL PRO 6 teams/8 teams/16 teams/4 teams | NPSL/USASA/USL PDL/USL PRO 6 teams/8 teams/16 teams/4 teams | NASL/USL PRO 6 teams/8 teams | MLS 16 teams |
| National Premier Soccer League - FC Hasental - Georgia Revolution United States Club Soccer - Fresno Fuego Future United States Specialty Sports Association - Colorado Rovers Soccer Club | National Premier Soccer League - Brooklyn Italians - Chattanooga FC - FC Sonic Lehigh Valley - Madison 56ers - New York Red Bulls U23s - Sacramento Gold United States Adult Soccer Association - Dearborn Stars - Doxa Italia - Icon FC - Massachusetts Premier Soccer - NTX Rayados - PSA Elite - Red Force - RWB Adria | USL PRO - Dayton Dutch Lions - Pittsburgh Riverhounds - Phoenix FC - VSI Tampa Bay FC Premier Development League - Austin Aztex - Carolina Dynamo - Des Moines Menace - FC Tucson - GPS Portland Phoenix - Laredo Heat - Michigan Bucks - Ocala Stampede - Ocean City Nor'easters - Orlando City U-23 - Portland Timbers U23 - Reading United - Real Colorado Foxes - River City Rovers - Seattle Sounders FC U-23 - Ventura County Fusion | NASL - Atlanta Silverbacks - Carolina RailHawks - Fort Lauderdale Strikers - Minnesota United FC - San Antonio Scorpions - Tampa Bay Rowdies USL PRO - Charleston Battery - Charlotte Eagles - Harrisburg City Islanders - Los Angeles Blues - Orlando City SC - Richmond Kickers - Rochester Rhinos - Wilmington Hammerheads | - Chicago Fire - Chivas USA - Colorado Rapids - Columbus Crew - FC Dallas - D.C. United - Houston Dynamo - Los Angeles Galaxy - New England Revolution - New York Red Bulls - Philadelphia Union - Portland Timbers - Real Salt Lake - San Jose Earthquakes - Seattle Sounders FC - Sporting Kansas City |

## Speeldagen
| Datum                               | Ronde         | Opmerking                                                                                  |
| ----------------------------------- | ------------- | ------------------------------------------------------------------------------------------ |
| 7 mei 2013                          | Play-in ronde | 2 NPSL teams starten in deze ronde                                                         |
| 14 mei 2013                         | Eerste Ronde  | 16 USL PDL, 9 USASA, 6 NPSL, en 1 NPSL/USCS clubs starten in deze ronde                    |
| 21 mei 2013                         | Tweede Ronde  | 16 NASL & USL-Pro clubs starten in deze ronde                                              |
| 28 mei 2013                         | Derde Ronde   | 16 MLS clubs beginnen in deze ronde, elke team speelt tegen de winnaar van de Tweede Ronde |
| 12 juni 2013                        | Vierde Ronde  |                                                                                            |
| 26 juni 2013                        | Kwartfinale   |                                                                                            |
| 7 augustus 2013 of 21 augustus 2013 | Halve Finale  |                                                                                            |
| 1 oktober 2012 of 2 oktober 2013    | Finale        |                                                                                            |

## Programma

### Play-In Ronde
|                      |                                      |        |                                                  |                                  |
| 7 mei 2013 19:00 PDT | Fresno Fuego Future                  | 3–5    | FC Hasental                                      | Stadion: Chukchansi Park, Fresno |
| 7 mei 2013 19:00 PDT | Islas 3' Campos 75' Celosmanovic 90' | Report | Villalobos 29', 60' Gaitan 50' Anguiano 67', 78' | Stadion: Chukchansi Park, Fresno |
| 7 mei 2013 19:00 PDT |                                      |        |                                                  | Stadion: Chukchansi Park, Fresno |
| 7 mei 2013 19:00 PDT |                                      |        |                                                  | Stadion: Chukchansi Park, Fresno |
|                      |                                      |        |                                                  |                                  |

|                          |                                                                                         |                     |                                      |                                        |
| 7 mei 2013 8:00 PM UTC−6 | Colorado Rovers                                                                         | 1–1 (n.v.) 3–5 pen. | Georgia Revolution                   | Stadion: Shea Stadium, Highlands Ranch |
| 7 mei 2013 8:00 PM UTC−6 | Herschberger 74'                                                                        | Report              | Poku 25'                             | Stadion: Shea Stadium, Highlands Ranch |
| 7 mei 2013 8:00 PM UTC−6 | Strafschoppen                                                                           |                     |                                      | Stadion: Shea Stadium, Highlands Ranch |
| 7 mei 2013 8:00 PM UTC−6 | Gemiste strafschop · Gescoord met penalty · Gescoord met penalty · Gescoord met penalty |                     | Barbero Nwiloh Walker Landberg Nikos | Stadion: Shea Stadium, Highlands Ranch |
|                          |                                                                                         |                     |                                      |                                        |

### Eerste Ronde
|                                     |                                              |        |                        |                                        |
| wedstrijd 1 14 mei 2013 7:00 PM EDT | Reading United AC                            | 2–0    | FC Sonic Lehigh Valley | Stadion: Oley Valley High School, Oley |
| wedstrijd 1 14 mei 2013 7:00 PM EDT | Sweat 45' Madison 50' Neumann 55' Ndjock 63' | Report | Sales 82'              | Stadion: Oley Valley High School, Oley |
| wedstrijd 1 14 mei 2013 7:00 PM EDT |                                              |        |                        | Stadion: Oley Valley High School, Oley |
| wedstrijd 1 14 mei 2013 7:00 PM EDT |                                              |        |                        | Stadion: Oley Valley High School, Oley |
|                                     |                                              |        |                        |                                        |

|                                     |                                                           |         |              |                                   |
| Wedstrijd 2 14 mei 2013 8:00 PM EDT | GPS Portland Phoenix                                      | 2–0     | Mass Premier | Stadion: Memorial Field, Portland |
| Wedstrijd 2 14 mei 2013 8:00 PM EDT | Omanga 1', 90' (pen.) Bompart 27' Sandeman 43' Israel 76' | Verslag |              | Stadion: Memorial Field, Portland |
| Wedstrijd 2 14 mei 2013 8:00 PM EDT |                                                           |         |              | Stadion: Memorial Field, Portland |
| Wedstrijd 2 14 mei 2013 8:00 PM EDT |                                                           |         |              | Stadion: Memorial Field, Portland |
|                                     |                                                           |         |              |                                   |

|                                     |                           |         |                                    |                                           |
| wedstrijd 3 14 mei 2013 8:00 PM EDT | Brooklyn Italians         | 1–4     | Icon FC                            | Stadion: Aviator Sports Complex, Brooklyn |
| wedstrijd 3 14 mei 2013 8:00 PM EDT | Parker 78' Bekoe Guerrier | Verslag | Duka 12', 51', 76' Garcia 67' Yazo | Stadion: Aviator Sports Complex, Brooklyn |
| wedstrijd 3 14 mei 2013 8:00 PM EDT |                           |         |                                    | Stadion: Aviator Sports Complex, Brooklyn |
| wedstrijd 3 14 mei 2013 8:00 PM EDT |                           |         |                                    | Stadion: Aviator Sports Complex, Brooklyn |
|                                     |                           |         |                                    |                                           |

|                                     |                                          |                     |                                                                     |                                                             |
| wedstrijd 4 14 mei 2013 7:00 PM EDT | Carolina Dynamo                          | 4–4 (n.v.) 4–1 pen. | Chattanooga FC                                                      | Stadion: Macpherson Stadium, Greensboro Toeschouwers: 1,221 |
| wedstrijd 4 14 mei 2013 7:00 PM EDT | Martinez 22' Ilhan 83' (pen.), 88', 118' | Verslag             | Ochieng 44' Winter 53' 83' Charmey 66' 77' Reyneke 112' Glover 115' | Stadion: Macpherson Stadium, Greensboro Toeschouwers: 1,221 |
| wedstrijd 4 14 mei 2013 7:00 PM EDT | Strafschoppen                            |                     |                                                                     | Stadion: Macpherson Stadium, Greensboro Toeschouwers: 1,221 |
| wedstrijd 4 14 mei 2013 7:00 PM EDT | Ilhan Jennings Fender Durand             |                     | Ferraz Royark Ochieng                                               | Stadion: Macpherson Stadium, Greensboro Toeschouwers: 1,221 |
|                                     |                                          |                     |                                                                     |                                                             |

|                                     |             |     |                                          |                                                      |
| wedstrijd 5 14 mei 2013 7:30 PM EDT | Red Force   | 2–4 | Ocala Stampede                           | Stadion: Florida International Soccer Stadium, Miami |
| wedstrijd 5 14 mei 2013 7:30 PM EDT | 21' 31' 53' |     | Bailey 8', 62' 52' Hoggs 46' (pen.), 88' | Stadion: Florida International Soccer Stadium, Miami |
| wedstrijd 5 14 mei 2013 7:30 PM EDT |             |     |                                          | Stadion: Florida International Soccer Stadium, Miami |
| wedstrijd 5 14 mei 2013 7:30 PM EDT |             |     |                                          | Stadion: Florida International Soccer Stadium, Miami |
|                                     |             |     |                                          |                                                      |

|                                     |                                  |                     |                                  |                                           |
| Wedstrijd 6 14 mei 2013 7:00 PM EDT | Orlando City U-23                | 1–1 (n.v.) 3–5 pen. | VSI Tampa Bay FC                 | Stadion: Seminole Soccer Complex, Sanford |
| Wedstrijd 6 14 mei 2013 7:00 PM EDT | Russo 50' Sowers 95' Fubara 107' | Verslag             | Budnny 6' Thuriere 97'           | Stadion: Seminole Soccer Complex, Sanford |
| Wedstrijd 6 14 mei 2013 7:00 PM EDT | Strafschoppen                    |                     |                                  | Stadion: Seminole Soccer Complex, Sanford |
| Wedstrijd 6 14 mei 2013 7:00 PM EDT | Clowes Blackwood Russo Sowers    |                     | Donatelli Hoffer Burt Noone Rife | Stadion: Seminole Soccer Complex, Sanford |
|                                     |                                  |                     |                                  |                                           |

|                                     |                   |     |                           |                                          |
| Wedstrijd 7 15 mei 2013 7:30 PM CDT | Des Moines Menace | 1–0 | Madison 56ers             | Stadion: Valley Stadium, West Des Moines |
| Wedstrijd 7 15 mei 2013 7:30 PM CDT | Tulloch 50'       |     | Schneider 52' Balshaw 71' | Stadion: Valley Stadium, West Des Moines |
| Wedstrijd 7 15 mei 2013 7:30 PM CDT |                   |     |                           | Stadion: Valley Stadium, West Des Moines |
| Wedstrijd 7 15 mei 2013 7:30 PM CDT |                   |     |                           | Stadion: Valley Stadium, West Des Moines |
|                                     |                   |     |                           |                                          |

|                                     |                                                   |         |                                                    |                                                      |
| wedstrijd 8 14 mei 2013 7:30 PM CDT | Austin Aztex                                      | 3–0     | NTX Rayados                                        | Stadion: House Park, Austin, Texas Toeschouwers: 638 |
| wedstrijd 8 14 mei 2013 7:30 PM CDT | Cuero 14' Guillen 24' Spence 33' (e.d.) Rocha 85' | Verslag | Byars 25' Dwyer 34' Swann 36' Pinal 42' Guzman 80' | Stadion: House Park, Austin, Texas Toeschouwers: 638 |
| wedstrijd 8 14 mei 2013 7:30 PM CDT |                                                   |         |                                                    | Stadion: House Park, Austin, Texas Toeschouwers: 638 |
| wedstrijd 8 14 mei 2013 7:30 PM CDT |                                                   |         |                                                    | Stadion: House Park, Austin, Texas Toeschouwers: 638 |
|                                     |                                                   |         |                                                    |                                                      |

|                                     |                                                  |     |                                                                 |                                                                   |
| Wedstrijd 9 14 mei 2013 7:30 PM MST | FC Tucson                                        | 2-1 | Phoenix FC                                                      | Stadion: Kino Sports Complex Grandstand, Tucson Toeschouwers: 910 |
| Wedstrijd 9 14 mei 2013 7:30 PM MST | Robinson 24' Galbraith-Knapp 79' Bevans 82' 90+' |     | Bowen 13' Netinho 28' King 57' Hedrick 61' Faria 63' Obodai 71' | Stadion: Kino Sports Complex Grandstand, Tucson Toeschouwers: 910 |
| Wedstrijd 9 14 mei 2013 7:30 PM MST |                                                  |     |                                                                 | Stadion: Kino Sports Complex Grandstand, Tucson Toeschouwers: 910 |
| Wedstrijd 9 14 mei 2013 7:30 PM MST |                                                  |     |                                                                 | Stadion: Kino Sports Complex Grandstand, Tucson Toeschouwers: 910 |
|                                     |                                                  |     |                                                                 |                                                                   |

|                                      |                                                                                   |         |                                                   |                                   |
| Wedstrijd 10 14 mei 2013 7:30 PM PDT | Portland Timbers U23                                                              | 3–2     | Sacramento Gold                                   | Stadion: JELD-WEN Field, Portland |
| Wedstrijd 10 14 mei 2013 7:30 PM PDT | Seymore 33' Foxhoven 38' Conelian 41' Sherrod 78' Miller 84' Lurie 87' Barnes 90' | Verslag | Alvarez 5', 25' Chambers 47' Fonseca 61' Piña 71' | Stadion: JELD-WEN Field, Portland |
| Wedstrijd 10 14 mei 2013 7:30 PM PDT |                                                                                   |         |                                                   | Stadion: JELD-WEN Field, Portland |
| Wedstrijd 10 14 mei 2013 7:30 PM PDT |                                                                                   |         |                                                   | Stadion: JELD-WEN Field, Portland |
|                                      |                                                                                   |         |                                                   |                                   |

|                                      |                                      |         |                                          |                                   |
| Wedstrijd 11 14 mei 2013 7:00 PM PDT | Ventura County Fusion                | 3–2     | FC Hasental                              | Stadion: Ventura College, Ventura |
| Wedstrijd 11 14 mei 2013 7:00 PM PDT | Lopez 45' Otte 77' (pen.) Minter 87' | Verslag | Contreras 33' Cazarez 37' Villalobos 68' | Stadion: Ventura College, Ventura |
| Wedstrijd 11 14 mei 2013 7:00 PM PDT |                                      |         |                                          | Stadion: Ventura College, Ventura |
| Wedstrijd 11 14 mei 2013 7:00 PM PDT |                                      |         |                                          | Stadion: Ventura College, Ventura |
|                                      |                                      |         |                                          |                                   |

|                                      |                                               |         |                                     |                                                                                           |
| Wedstrijd 12 14 mei 2013 7:00 PM PDT | Seattle Sounders FC U-23                      | 5–1     | Doxa Italia                         | Stadion: Sunset Chevrolet Stadium, Sumer Toeschouwers: 473 Scheidsrechter: Katja Koroleva |
| Wedstrijd 12 14 mei 2013 7:00 PM PDT | Jones 13' Geno 19', 36', 38', 45' Uyehara 71' | Verslag | Byrne 68' Lockhart 72' Carlidge 89' | Stadion: Sunset Chevrolet Stadium, Sumer Toeschouwers: 473 Scheidsrechter: Katja Koroleva |
| Wedstrijd 12 14 mei 2013 7:00 PM PDT |                                               |         |                                     | Stadion: Sunset Chevrolet Stadium, Sumer Toeschouwers: 473 Scheidsrechter: Katja Koroleva |
| Wedstrijd 12 14 mei 2013 7:00 PM PDT |                                               |         |                                     | Stadion: Sunset Chevrolet Stadium, Sumer Toeschouwers: 473 Scheidsrechter: Katja Koroleva |
|                                      |                                               |         |                                     |                                                                                           |

|                                      |                        |         |           |                                                                    |
| Wedstrijd 13 14 mei 2013 8:15 PM CDT | Laredo Heat            | 2–0     | PSA Elite | Stadion: Texas A&M International University Soccer Complex, Laredo |
| Wedstrijd 13 14 mei 2013 8:15 PM CDT | Garza 44' Medeiros 47' | Verslag |           | Stadion: Texas A&M International University Soccer Complex, Laredo |
| Wedstrijd 13 14 mei 2013 8:15 PM CDT |                        |         |           | Stadion: Texas A&M International University Soccer Complex, Laredo |
| Wedstrijd 13 14 mei 2013 8:15 PM CDT |                        |         |           | Stadion: Texas A&M International University Soccer Complex, Laredo |
|                                      |                        |         |           |                                                                    |

|                                      |                               |        |                                            |                                   |
| Wedstrijd 14 14 mei 2013 7:00 PM EDT | Georgia Revolution            | 4–3    | Real Colorado Foxes                        | Stadion: RYSA Soccerplex, Conyers |
| Wedstrijd 14 14 mei 2013 7:00 PM EDT | Poku 15', 43', 56' Maduka 40' | Report | Tarnoczi 63' Salvaggione 64' Skipworth 79' | Stadion: RYSA Soccerplex, Conyers |
| Wedstrijd 14 14 mei 2013 7:00 PM EDT |                               |        |                                            | Stadion: RYSA Soccerplex, Conyers |
| Wedstrijd 14 14 mei 2013 7:00 PM EDT |                               |        |                                            | Stadion: RYSA Soccerplex, Conyers |
|                                      |                               |        |                                            |                                   |

|                                      | |                          | |                                                           |
| Wedstrijd 15 14 mei 2013 7:00 PM EDT | Pittsburgh Riverhounds                                                                                           | 1–1 n.v. (n.v.) 5–4 pen. | RWB Adria | Stadion: Highmark Stadium, Pittsburgh Toeschouwers: 1,400 |
| Wedstrijd 15 14 mei 2013 7:00 PM EDT | C’deBaca 53' | Verslag                  | Munoz 17' | Stadion: Highmark Stadium, Pittsburgh Toeschouwers: 1,400 |
| Wedstrijd 15 14 mei 2013 7:00 PM EDT | Strafschoppen |                          | | Stadion: Highmark Stadium, Pittsburgh Toeschouwers: 1,400 |
| Wedstrijd 15 14 mei 2013 7:00 PM EDT | Gescoord met penalty · Gescoord met penalty · Gescoord met penalty · Gescoord met penalty · Gescoord met penalty |                          | Gescoord met penalty · Gescoord met penalty · Gescoord met penalty · Gemiste strafschop · Gescoord met penalty | Stadion: Highmark Stadium, Pittsburgh Toeschouwers: 1,400 |
|                                      | |                          | |                                                           |

|                                      |                        |         |                         |                                                      |
| Wedstrijd 16 14 mei 2013 7:30 PM EDT | Ocean City Nor'easters | 2–0     | New York Red Bulls U23s | Stadion: Carey Stadium, Ocean City Toeschouwers: 603 |
| Wedstrijd 16 14 mei 2013 7:30 PM EDT | Lacroix 14' Perea 58'  | Verslag |                         | Stadion: Carey Stadium, Ocean City Toeschouwers: 603 |
| Wedstrijd 16 14 mei 2013 7:30 PM EDT |                        |         |                         | Stadion: Carey Stadium, Ocean City Toeschouwers: 603 |
| Wedstrijd 16 14 mei 2013 7:30 PM EDT |                        |         |                         | Stadion: Carey Stadium, Ocean City Toeschouwers: 603 |
|                                      |                        |         |                         |                                                      |

|                                      |                |         |                                 |                                          |
| Wedstrijd 17 14 mei 2013 7:30 PM EDT | Michigan Bucks | 0–2     | Dearborn Stars                  | Stadion: Ultimate Soccer Arenas, Pontiac |
| Wedstrijd 17 14 mei 2013 7:30 PM EDT |                | Verslag | Niki Djokic 57', 90' Saydee 66' | Stadion: Ultimate Soccer Arenas, Pontiac |
| Wedstrijd 17 14 mei 2013 7:30 PM EDT |                |         |                                 | Stadion: Ultimate Soccer Arenas, Pontiac |
| Wedstrijd 17 14 mei 2013 7:30 PM EDT |                |         |                                 | Stadion: Ultimate Soccer Arenas, Pontiac |
|                                      |                |         |                                 |                                          |

|                                      |                                         |         |                   |                                               |
| Wedstrijd 18 14 mei 2013 7:00 PM EDT | Dayton Dutch Lions                      | 3–0     | River City Rovers | Stadion: Beavercreek High School, Beavercreek |
| Wedstrijd 18 14 mei 2013 7:00 PM EDT | Khutsidze 8' Kissinger 27' Westdijk 48' | Verslag |                   | Stadion: Beavercreek High School, Beavercreek |
| Wedstrijd 18 14 mei 2013 7:00 PM EDT |                                         |         |                   | Stadion: Beavercreek High School, Beavercreek |
| Wedstrijd 18 14 mei 2013 7:00 PM EDT |                                         |         |                   | Stadion: Beavercreek High School, Beavercreek |
|                                      |                                         |         |                   |                                               |

### Tweede Ronde
|                                      |                   |     |                           |                                      |
| wedstrijd 19 21 mei 2013 7:30 PM EDT | Reading United AC | 1-0 | Harrisburg City Islanders | Stadion: Don Thomas Stadium, Reading |
| wedstrijd 19 21 mei 2013 7:30 PM EDT |                   |     |                           | Stadion: Don Thomas Stadium, Reading |
| wedstrijd 19 21 mei 2013 7:30 PM EDT |                   |     |                           | Stadion: Don Thomas Stadium, Reading |
| wedstrijd 19 21 mei 2013 7:30 PM EDT |                   |     |                           | Stadion: Don Thomas Stadium, Reading |
|                                      |                   |     |                           |                                      |

|                                      |                  |     |                      |                                      |
| wedstrijd 20 21 mei 2013 7:35 PM EDT | Rochester Rhinos | 1-0 | GPS Portland Phoenix | Stadion: Sahlen's Stadium, Rochester |
| wedstrijd 20 21 mei 2013 7:35 PM EDT |                  |     |                      | Stadion: Sahlen's Stadium, Rochester |
| wedstrijd 20 21 mei 2013 7:35 PM EDT |                  |     |                      | Stadion: Sahlen's Stadium, Rochester |
| wedstrijd 20 21 mei 2013 7:35 PM EDT |                  |     |                      | Stadion: Sahlen's Stadium, Rochester |
|                                      |                  |     |                      |                                      |

|                                      |                  |     |         |                                          |
| wedstrijd 21 21 mei 2013 7:00 PM EDT | Richmond Kickers | 4-1 | Icon FC | Stadion: Richmond City Stadium, Richmond |
| wedstrijd 21 21 mei 2013 7:00 PM EDT |                  |     |         | Stadion: Richmond City Stadium, Richmond |
| wedstrijd 21 21 mei 2013 7:00 PM EDT |                  |     |         | Stadion: Richmond City Stadium, Richmond |
| wedstrijd 21 21 mei 2013 7:00 PM EDT |                  |     |         | Stadion: Richmond City Stadium, Richmond |
|                                      |                  |     |         |                                          |

|                                      |                    |     |                 |                                    |
| Wedstrijd 22 21 mei 2013 7:00 PM EDT | Carolina RailHawks | 3-1 | Carolina Dynamo | Stadion: WakeMed Soccer Park, Cary |
| Wedstrijd 22 21 mei 2013 7:00 PM EDT |                    |     |                 | Stadion: WakeMed Soccer Park, Cary |
| Wedstrijd 22 21 mei 2013 7:00 PM EDT |                    |     |                 | Stadion: WakeMed Soccer Park, Cary |
| Wedstrijd 22 21 mei 2013 7:00 PM EDT |                    |     |                 | Stadion: WakeMed Soccer Park, Cary |
|                                      |                    |     |                 |                                    |

|                                      |                |     |                 |                                    |
| Wedstrijd 23 21 mei 2013 7:00 PM EDT | Ocala Stampede | 1-2 | Orlando City SC | Stadion: Forest High School, Ocala |
| Wedstrijd 23 21 mei 2013 7:00 PM EDT |                |     |                 | Stadion: Forest High School, Ocala |
| Wedstrijd 23 21 mei 2013 7:00 PM EDT |                |     |                 | Stadion: Forest High School, Ocala |
| Wedstrijd 23 21 mei 2013 7:00 PM EDT |                |     |                 | Stadion: Forest High School, Ocala |
|                                      |                |     |                 |                                    |

|                                      |                  |     |                   |                                         |
| Wedstrijd 24 21 mei 2013 7:30 PM EDT | VSI Tampa Bay FC | 1-2 | Tampa Bay Rowdies | Stadion: Plant City Stadium, Plant City |
| Wedstrijd 24 21 mei 2013 7:30 PM EDT |                  |     |                   | Stadion: Plant City Stadium, Plant City |
| Wedstrijd 24 21 mei 2013 7:30 PM EDT |                  |     |                   | Stadion: Plant City Stadium, Plant City |
| Wedstrijd 24 21 mei 2013 7:30 PM EDT |                  |     |                   | Stadion: Plant City Stadium, Plant City |
|                                      |                  |     |                   |                                         |

|                                      |                     |     |                   |                                                    |
| Wedstrijd 25 21 mei 2013 7:30 PM CDT | Minnesota United FC | 0-1 | Des Moines Menace | Stadion: Elizabeth Lyle Robbie Stadium, Saint Paul |
| Wedstrijd 25 21 mei 2013 7:30 PM CDT |                     |     |                   | Stadion: Elizabeth Lyle Robbie Stadium, Saint Paul |
| Wedstrijd 25 21 mei 2013 7:30 PM CDT |                     |     |                   | Stadion: Elizabeth Lyle Robbie Stadium, Saint Paul |
| Wedstrijd 25 21 mei 2013 7:30 PM CDT |                     |     |                   | Stadion: Elizabeth Lyle Robbie Stadium, Saint Paul |
|                                      |                     |     |                   |                                                    |

|                                      |              |     |                        |                                    |
| Wedstrijd 26 21 mei 2013 7:30 PM CDT | Austin Aztex | 0-2 | Wilmington Hammerheads | Stadion: House Park, Austin, Texas |
| Wedstrijd 26 21 mei 2013 7:30 PM CDT |              |     |                        | Stadion: House Park, Austin, Texas |
| Wedstrijd 26 21 mei 2013 7:30 PM CDT |              |     |                        | Stadion: House Park, Austin, Texas |
| Wedstrijd 26 21 mei 2013 7:30 PM CDT |              |     |                        | Stadion: House Park, Austin, Texas |
|                                      |              |     |                        |                                    |

|                                      |                       |                     |           |                                            |
| Wedstrijd 27 21 mei 2013 7:30 PM CDT | San Antonio Scorpions | 2-2 n.v. 3-4 na pen | FC Tucson | Stadion: Toyota Field, San Antonio (Texas) |
| Wedstrijd 27 21 mei 2013 7:30 PM CDT |                       |                     |           | Stadion: Toyota Field, San Antonio (Texas) |
| Wedstrijd 27 21 mei 2013 7:30 PM CDT |                       |                     |           | Stadion: Toyota Field, San Antonio (Texas) |
| Wedstrijd 27 21 mei 2013 7:30 PM CDT |                       |                     |           | Stadion: Toyota Field, San Antonio (Texas) |
|                                      |                       |                     |           |                                            |

|                                      |                      |     |                    |                                           |
| Wedstrijd 28 21 mei 2013 7:30 PM PDT | Portland Timbers U23 | 0-1 | Charleston Battery | Stadion: JELD-WEN Field, Portland, Oregon |
| Wedstrijd 28 21 mei 2013 7:30 PM PDT |                      |     |                    | Stadion: JELD-WEN Field, Portland, Oregon |
| Wedstrijd 28 21 mei 2013 7:30 PM PDT |                      |     |                    | Stadion: JELD-WEN Field, Portland, Oregon |
| Wedstrijd 28 21 mei 2013 7:30 PM PDT |                      |     |                    | Stadion: JELD-WEN Field, Portland, Oregon |
|                                      |                      |     |                    |                                           |

|                                      |                   |     |                       |                                   |
| Wedstrijd 29 21 mei 2013 6:30 PM PDT | Los Angeles Blues | 5-1 | Ventura County Fusion | Stadion: Titan Stadium, Fullerton |
| Wedstrijd 29 21 mei 2013 6:30 PM PDT |                   |     |                       | Stadion: Titan Stadium, Fullerton |
| Wedstrijd 29 21 mei 2013 6:30 PM PDT |                   |     |                       | Stadion: Titan Stadium, Fullerton |
| Wedstrijd 29 21 mei 2013 6:30 PM PDT |                   |     |                       | Stadion: Titan Stadium, Fullerton |
|                                      |                   |     |                       |                                   |

|                                      |                  |     |                              |                                                                   |
| Wedstrijd 30 21 mei 2013 7:00 PM EDT | Charlotte Eagles | 3-0 | Seattle Sounders FC Onder 23 | Stadion: Queens University of Charlotte Sports Complex, Charlotte |
| Wedstrijd 30 21 mei 2013 7:00 PM EDT |                  |     |                              | Stadion: Queens University of Charlotte Sports Complex, Charlotte |
| Wedstrijd 30 21 mei 2013 7:00 PM EDT |                  |     |                              | Stadion: Queens University of Charlotte Sports Complex, Charlotte |
| Wedstrijd 30 21 mei 2013 7:00 PM EDT |                  |     |                              | Stadion: Queens University of Charlotte Sports Complex, Charlotte |
|                                      |                  |     |                              |                                                                   |

|                                      |                          |                     |             |                                            |
| Wedstrijd 31 21 mei 2013 7:30 PM EDT | Fort Lauderdale Strikers | 1-1 n.v. 7-6 na pen | Laredo Heat | Stadion: Lockhart Stadium, Fort Lauderdale |
| Wedstrijd 31 21 mei 2013 7:30 PM EDT |                          |                     |             | Stadion: Lockhart Stadium, Fort Lauderdale |
| Wedstrijd 31 21 mei 2013 7:30 PM EDT |                          |                     |             | Stadion: Lockhart Stadium, Fort Lauderdale |
| Wedstrijd 31 21 mei 2013 7:30 PM EDT |                          |                     |             | Stadion: Lockhart Stadium, Fort Lauderdale |
|                                      |                          |                     |             |                                            |

|                                      |                    |     |                     |                                   |
| Wedstrijd 32 21 mei 2013 7:00 PM EDT | Georgia Revolution | 2-3 | Atlanta Silverbacks | Stadion: RYSA Soccerplex, Conyers |
| Wedstrijd 32 21 mei 2013 7:00 PM EDT |                    |     |                     | Stadion: RYSA Soccerplex, Conyers |
| Wedstrijd 32 21 mei 2013 7:00 PM EDT |                    |     |                     | Stadion: RYSA Soccerplex, Conyers |
| Wedstrijd 32 21 mei 2013 7:00 PM EDT |                    |     |                     | Stadion: RYSA Soccerplex, Conyers |
|                                      |                    |     |                     |                                   |

|                                      |                        |     |                        |                                    |
| Wedstrijd 33 21 mei 2013 7:30 PM CDT | Ocean City Nor'easters | 1-0 | Pittsburgh Riverhounds | Stadion: Carey Stadium, Ocean City |
| Wedstrijd 33 21 mei 2013 7:30 PM CDT |                        |     |                        | Stadion: Carey Stadium, Ocean City |
| Wedstrijd 33 21 mei 2013 7:30 PM CDT |                        |     |                        | Stadion: Carey Stadium, Ocean City |
| Wedstrijd 33 21 mei 2013 7:30 PM CDT |                        |     |                        | Stadion: Carey Stadium, Ocean City |
|                                      |                        |     |                        |                                    |

|                                    |                    |          |                |                                               |
| Wedstrijd 34 21 mei 2013 19:00 EDT | Dayton Dutch Lions | 4-1 n.v. | Dearborn Stars | Stadion: Beavercreek High School, Beavercreek |
| Wedstrijd 34 21 mei 2013 19:00 EDT |                    |          |                | Stadion: Beavercreek High School, Beavercreek |
| Wedstrijd 34 21 mei 2013 19:00 EDT |                    |          |                | Stadion: Beavercreek High School, Beavercreek |
| Wedstrijd 34 21 mei 2013 19:00 EDT |                    |          |                | Stadion: Beavercreek High School, Beavercreek |
|                                    |                    |          |                |                                               |

### Derde Ronde
|                         |                  |     |                                                   |                                      |
| 28 mei 2013 7:35 PM EDT | Rochester Rhinos | 1-5 | New England Revolution                            | Stadion: Sahlen's Stadium, Rochester |
| 28 mei 2013 7:35 PM EDT | McFayden 77'     |     | Rowe 23', 64' Dorman 53' Bengtson 54' Barrett 82' | Stadion: Sahlen's Stadium, Rochester |
| 28 mei 2013 7:35 PM EDT |                  |     |                                                   | Stadion: Sahlen's Stadium, Rochester |
| 28 mei 2013 7:35 PM EDT |                  |     |                                                   | Stadion: Sahlen's Stadium, Rochester |
|                         |                  |     |                                                   |                                      |

|                         |                             |     |                        |                            |
| 28 mei 2013 7:30 PM EDT | Philadelphia Union          | 2-1 | Ocean City Nor'easters | Stadion: PPL Park, Chester |
| 28 mei 2013 7:30 PM EDT | McInerney 48' Carroll 90+3' |     | Kollie 90+1'           | Stadion: PPL Park, Chester |
| 28 mei 2013 7:30 PM EDT |                             |     |                        | Stadion: PPL Park, Chester |
| 28 mei 2013 7:30 PM EDT |                             |     |                        | Stadion: PPL Park, Chester |
|                         |                             |     |                        |                            |

|                         |                                    |              |                                 |                                                                                  |
| 28 mei 2013 7:00 PM EDT | Richmond Kickers                   | 0-0 2–4 pen. | D.C. United                     | Stadion: City Stadium, Richmond Toeschouwers: 4752 Scheidsrechter: Eric Weisbrod |
| 28 mei 2013 7:00 PM EDT |                                    |              |                                 | Stadion: City Stadium, Richmond Toeschouwers: 4752 Scheidsrechter: Eric Weisbrod |
| 28 mei 2013 7:00 PM EDT | Strafschoppen                      |              |                                 | Stadion: City Stadium, Richmond Toeschouwers: 4752 Scheidsrechter: Eric Weisbrod |
| 28 mei 2013 7:00 PM EDT | Görres Ngwenya Vercollone Robinson |              | De Rosario Kitchen DeLeon Riley | Stadion: City Stadium, Richmond Toeschouwers: 4752 Scheidsrechter: Eric Weisbrod |
|                         |                                    |              |                                 |                                                                                  |

|                         |                       |     |                   |                                     |
| 28 mei 2013 7:30 PM CDT | Sporting Kansas City  | 2-0 | Des Moines Menace | Stadion: Sporting Park, Kansas City |
| 28 mei 2013 7:30 PM CDT | Kamara 12' Bieler 73' |     |                   | Stadion: Sporting Park, Kansas City |
| 28 mei 2013 7:30 PM CDT |                       |     |                   | Stadion: Sporting Park, Kansas City |
| 28 mei 2013 7:30 PM CDT |                       |     |                   | Stadion: Sporting Park, Kansas City |
|                         |                       |     |                   |                                     |

|                         |                   |     |                                 |                                   |
| 28 mei 2013 7:30 PM PDT | Los Angeles Blues | 1-2 | Chivas USA                      | Stadion: Titan Stadium, Fullerton |
| 28 mei 2013 7:30 PM PDT | Davis IV 11'      |     | Alvarez 52' Kennedy 62' (pen.)< | Stadion: Titan Stadium, Fullerton |
| 28 mei 2013 7:30 PM PDT |                   |     |                                 | Stadion: Titan Stadium, Fullerton |
| 28 mei 2013 7:30 PM PDT |                   |     |                                 | Stadion: Titan Stadium, Fullerton |
|                         |                   |     |                                 |                                   |

|                         |                          |                      |           |                                            |
| 28 mei 2013 7:30 PM EDT | Fort Lauderdale Strikers | 0-2                  | FC Dallas | Stadion: Lockhart Stadium, Fort Lauderdale |
| 28 mei 2013 7:30 PM EDT |                          | Pérez 54' Hedges 66' |           | Stadion: Lockhart Stadium, Fort Lauderdale |
| 28 mei 2013 7:30 PM EDT |                          |                      |           | Stadion: Lockhart Stadium, Fort Lauderdale |
| 28 mei 2013 7:30 PM EDT |                          |                      |           | Stadion: Lockhart Stadium, Fort Lauderdale |
|                         |                          |                      |           |                                            |

|                         |                         |     |                 |                                                |
| 28 mei 2013 7:30 PM EDT | Orlando City SC         | 3-1 | Colorado Rapids | Stadion: Florida Citrus Bowl, Orlando, Florida |
| 28 mei 2013 7:30 PM EDT | Burke 4' Dwyer 48', 63' |     | Hill 18'        | Stadion: Florida Citrus Bowl, Orlando, Florida |
| 28 mei 2013 7:30 PM EDT |                         |     |                 | Stadion: Florida Citrus Bowl, Orlando, Florida |
| 28 mei 2013 7:30 PM EDT |                         |     |                 | Stadion: Florida Citrus Bowl, Orlando, Florida |
|                         |                         |     |                 |                                                |

|                         |                                           |          |                        |                                   |
| 28 mei 2013 7:30 PM MDT | Real Salt Lake                            | 3-2 n.v. | Atlanta Silverbacks    | Stadion: Rio Tinto Stadium, Sandy |
| 28 mei 2013 7:30 PM MDT | Beckerman 3' Sandoval 98' Stephenson 101' |          | Gulley 87' Cruz 120+1' | Stadion: Rio Tinto Stadium, Sandy |
| 28 mei 2013 7:30 PM MDT |                                           |          |                        | Stadion: Rio Tinto Stadium, Sandy |
| 28 mei 2013 7:30 PM MDT |                                           |          |                        | Stadion: Rio Tinto Stadium, Sandy |
|                         |                                           |          |                        |                                   |

|                         |                  |                     |              |                                                 |
| 29 mei 2013 7:00 PM EDT | Charlotte Eagles | 0-2                 | Chicago Fire | Stadion: Winthrop University Stadium, Rock Hill |
| 29 mei 2013 7:00 PM EDT |                  | Magee 11' Rolfe 57' |              | Stadion: Winthrop University Stadium, Rock Hill |
| 29 mei 2013 7:00 PM EDT |                  |                     |              | Stadion: Winthrop University Stadium, Rock Hill |
| 29 mei 2013 7:00 PM EDT |                  |                     |              | Stadion: Winthrop University Stadium, Rock Hill |
|                         |                  |                     |              |                                                 |

|                         |                    |     |                      |                                        |
| 28 mei 2013 7:30 PM EDT | Charleston Battery | 1-0 | San Jose Earthquakes | Stadion: Blackbaud Stadium, Charleston |
| 28 mei 2013 7:30 PM EDT | Falvey 73'         |     |                      | Stadion: Blackbaud Stadium, Charleston |
| 28 mei 2013 7:30 PM EDT |                    |     |                      | Stadion: Blackbaud Stadium, Charleston |
| 28 mei 2013 7:30 PM EDT |                    |     |                      | Stadion: Blackbaud Stadium, Charleston |
|                         |                    |     |                      |                                        |

|                         |                     |     |                    |                                          |
| 29 mei 2013 7:30 PM EDT | Columbus Crew       | 2-1 | Dayton Dutch Lions | Stadion: Columbus Crew Stadium, Columbus |
| 29 mei 2013 7:30 PM EDT | Gaven 52' Meram 85' |     | S. Smith 78'       | Stadion: Columbus Crew Stadium, Columbus |
| 29 mei 2013 7:30 PM EDT |                     |     |                    | Stadion: Columbus Crew Stadium, Columbus |
| 29 mei 2013 7:30 PM EDT |                     |     |                    | Stadion: Columbus Crew Stadium, Columbus |
|                         |                     |     |                    |                                          |

|                         |                       |     |                |                                   |
| 29 mei 2013 7:30 PM EDT | New York Red Bulls    | 2-0 | Reading United | Stadion: Red Bull Arena, Harrison |
| 29 mei 2013 7:30 PM EDT | Espindola 61' Sam 67' |     |                | Stadion: Red Bull Arena, Harrison |
| 29 mei 2013 7:30 PM EDT |                       |     |                | Stadion: Red Bull Arena, Harrison |
| 29 mei 2013 7:30 PM EDT |                       |     |                | Stadion: Red Bull Arena, Harrison |
|                         |                       |     |                |                                   |

|                         |                        |     |                    |                                    |
| 29 mei 2013 7:15 PM EDT | Carolina Railhawks     | 2-0 | Los Angeles Galaxy | Stadion: WakeMed Soccer Park, Cary |
| 29 mei 2013 7:15 PM EDT | da Luz 59' Shriver 61' |     |                    | Stadion: WakeMed Soccer Park, Cary |
| 29 mei 2013 7:15 PM EDT |                        |     |                    | Stadion: WakeMed Soccer Park, Cary |
| 29 mei 2013 7:15 PM EDT |                        |     |                    | Stadion: WakeMed Soccer Park, Cary |
|                         |                        |     |                    |                                    |

|                         |                      |     |           |                                               |
| 29 mei 2013 7:30 PM CDT | Houston Dynamo       | 2-0 | FC Tucson | Stadion: BBVA Compass Stadium, Houston, Texas |
| 29 mei 2013 7:30 PM CDT | Dixon 26' Barnes 85' |     |           | Stadion: BBVA Compass Stadium, Houston, Texas |
| 29 mei 2013 7:30 PM CDT |                      |     |           | Stadion: BBVA Compass Stadium, Houston, Texas |
| 29 mei 2013 7:30 PM CDT |                      |     |           | Stadion: BBVA Compass Stadium, Houston, Texas |
|                         |                      |     |           |                                               |

|                         |                   |     |                     |                                            |
| 29 mei 2013 7:30 PM EDT | Tampa Bay Rowdies | 1-0 | Seattle Sounders FC | Stadion: Al Lang Stadium, Saint Petersburg |
| 29 mei 2013 7:30 PM EDT | Hristov 75'       |     |                     | Stadion: Al Lang Stadium, Saint Petersburg |
| 29 mei 2013 7:30 PM EDT |                   |     |                     | Stadion: Al Lang Stadium, Saint Petersburg |
| 29 mei 2013 7:30 PM EDT |                   |     |                     | Stadion: Al Lang Stadium, Saint Petersburg |
|                         |                   |     |                     |                                            |

|                         |                                         |     |                        |                                           |
| 29 mei 2013 7:30 PM PDT | Portland Timbers                        | 5-1 | Wilmington Hammerheads | Stadion: JELD-WEN Field, Portland, Oregon |
| 29 mei 2013 7:30 PM PDT | Piquionne 2', 17', 34', 45+2' Danso 73' |     | Nicholson 61'          | Stadion: JELD-WEN Field, Portland, Oregon |
| 29 mei 2013 7:30 PM PDT |                                         |     |                        | Stadion: JELD-WEN Field, Portland, Oregon |
| 29 mei 2013 7:30 PM PDT |                                         |     |                        | Stadion: JELD-WEN Field, Portland, Oregon |
|                         |                                         |     |                        |                                           |

### Vierde ronde
|                        |                                      |         |                          | |
| 12 juni 2013 19:30 EDT | New England Revolution               | 4–2     | New York Red Bulls       | Stadion: Soldiers Field Soccer Stadium, Boston Toeschouwers: 2500 Scheidsrechter: Matthew Foerster |
| 12 juni 2013 19:30 EDT | Rowe 5', 37' Imbongo 50' Tierney 86' | Verslag | Espindola 30' Steele 61' | Stadion: Soldiers Field Soccer Stadium, Boston Toeschouwers: 2500 Scheidsrechter: Matthew Foerster |
| 12 juni 2013 19:30 EDT |                                      |         |                          | Stadion: Soldiers Field Soccer Stadium, Boston Toeschouwers: 2500 Scheidsrechter: Matthew Foerster |
| 12 juni 2013 19:30 EDT |                                      |         |                          | Stadion: Soldiers Field Soccer Stadium, Boston Toeschouwers: 2500 Scheidsrechter: Matthew Foerster |
|                        |                                      |         |                          | |

|                        |                          |     |                    |                                                                |
| 12 juni 2013 19:00 EDT | D.C. United              | 3–1 | Philadelphia Union | Stadion: Maryland SoccerPlex, Washington DC Toeschouwers: 3000 |
| 12 juni 2013 19:00 EDT | De Rosario 24', 75', 85' |     | McInerney 76'      | Stadion: Maryland SoccerPlex, Washington DC Toeschouwers: 3000 |
| 12 juni 2013 19:00 EDT |                          |     |                    | Stadion: Maryland SoccerPlex, Washington DC Toeschouwers: 3000 |
| 12 juni 2013 19:00 EDT |                          |     |                    | Stadion: Maryland SoccerPlex, Washington DC Toeschouwers: 3000 |
|                        |                          |     |                    |                                                                |

|                    |                      |         |               |                                                                                   |
| 13 juni 2013 12:00 | Chicago Fire         | 2–1     | Columbus Crew | Stadion: Toyota Park, Bridgeview Toeschouwers: 2006 Scheidsrechter: Fotis Bazakos |
| 13 juni 2013 12:00 | Magee 28' Nyarko 77' | Verslag | Warzycha 22'  | Stadion: Toyota Park, Bridgeview Toeschouwers: 2006 Scheidsrechter: Fotis Bazakos |
| 13 juni 2013 12:00 |                      |         |               | Stadion: Toyota Park, Bridgeview Toeschouwers: 2006 Scheidsrechter: Fotis Bazakos |
| 13 juni 2013 12:00 |                      |         |               | Stadion: Toyota Park, Bridgeview Toeschouwers: 2006 Scheidsrechter: Fotis Bazakos |
|                    |                      |         |               |                                                                                   |

|                        |                      |         |              |                                                          |
| 12 juni 2013 19:30 CDT | Sporting Kansas City | 0–1     | Orlando City | Stadion: Sporting Park, Kansas City Toeschouwers: 15.981 |
| 12 juni 2013 19:30 CDT |                      | Verslag | Tan 1'       | Stadion: Sporting Park, Kansas City Toeschouwers: 15.981 |
| 12 juni 2013 19:30 CDT |                      |         |              | Stadion: Sporting Park, Kansas City Toeschouwers: 15.981 |
| 12 juni 2013 19:30 CDT |                      |         |              | Stadion: Sporting Park, Kansas City Toeschouwers: 15.981 |
|                        |                      |         |              |                                                          |

|                        |                          |         |                |                                                                                   |
| 12 juni 2013 20:00 EDT | FC Dallas                | 3–0     | Houston Dynamo | Stadion: FC Dallas Stadium, Frisco Toeschouwers: 4006 Scheidsrechter: Juan Guzman |
| 12 juni 2013 20:00 EDT | Cooper 37', 59' Loyd 76' | Verslag |                | Stadion: FC Dallas Stadium, Frisco Toeschouwers: 4006 Scheidsrechter: Juan Guzman |
| 12 juni 2013 20:00 EDT |                          |         |                | Stadion: FC Dallas Stadium, Frisco Toeschouwers: 4006 Scheidsrechter: Juan Guzman |
| 12 juni 2013 20:00 EDT |                          |         |                | Stadion: FC Dallas Stadium, Frisco Toeschouwers: 4006 Scheidsrechter: Juan Guzman |
|                        |                          |         |                |                                                                                   |

|                        |                                       |                |             |                                                                                          |
| 12 juni 2013 19:15 EDT | Carolina Railhawks                    | 3–1 n.v (n.v.) | Chivas USA  | Stadion: WakeMed Soccer Park, Cary Toeschouwers: 5066 Scheidsrechter: Alejandro Mariscal |
| 12 juni 2013 19:15 EDT | Shipalane 13' Elizondo 92' Ackley 98' | Verslag        | Alvarez 57' | Stadion: WakeMed Soccer Park, Cary Toeschouwers: 5066 Scheidsrechter: Alejandro Mariscal |
| 12 juni 2013 19:15 EDT |                                       |                |             | Stadion: WakeMed Soccer Park, Cary Toeschouwers: 5066 Scheidsrechter: Alejandro Mariscal |
| 12 juni 2013 19:15 EDT |                                       |                |             | Stadion: WakeMed Soccer Park, Cary Toeschouwers: 5066 Scheidsrechter: Alejandro Mariscal |
|                        |                                       |                |             |                                                                                          |

|                        |                                                                         |                 |                        |                                                                                       |
| 12 juni 2013 19:30 MDT | Real Salt Lake                                                          | 5–2 n.v. (n.v.) | Charleston Battery     | Stadion: Rio Tinto Stadium, Sandy Toeschouwers: 13.763 Scheidsrechter: Jesus Cisneros |
| 12 juni 2013 19:30 MDT | Sandoval 66', 97' Plata 79' (pen.) Stephenson 105' Morales 105+' (pen.) | Verslag         | Kelly 15' Paterson 18' | Stadion: Rio Tinto Stadium, Sandy Toeschouwers: 13.763 Scheidsrechter: Jesus Cisneros |
| 12 juni 2013 19:30 MDT |                                                                         |                 |                        | Stadion: Rio Tinto Stadium, Sandy Toeschouwers: 13.763 Scheidsrechter: Jesus Cisneros |
| 12 juni 2013 19:30 MDT |                                                                         |                 |                        | Stadion: Rio Tinto Stadium, Sandy Toeschouwers: 13.763 Scheidsrechter: Jesus Cisneros |
|                        |                                                                         |                 |                        |                                                                                       |

|                    |                          |         |                   |                                                  |
| 12 juni 2013 19:30 | Portland Timbers         | 2–0     | Tampa Bay Rowdies | Toeschouwers: 5931 Scheidsrechter: Ismail Elfath |
| 12 juni 2013 19:30 | Nanchoff 9' Jewsbury 55' | Verslag |                   | Toeschouwers: 5931 Scheidsrechter: Ismail Elfath |
| 12 juni 2013 19:30 |                          |         |                   | Toeschouwers: 5931 Scheidsrechter: Ismail Elfath |
| 12 juni 2013 19:30 |                          |         |                   | Toeschouwers: 5931 Scheidsrechter: Ismail Elfath |
|                    |                          |         |                   |                                                  |

### Kwartfinales
|                        |                                                 |        |               |                                                               |
| 26 juni 2013 19:30 CDT | Chicago Fire                                    | 5–1    | Orlando City  | Stadion: Toyota Park, Bridgeview Scheidsrechter: Sorin Stoica |
| 26 juni 2013 19:30 CDT | Rolfe 6', 63' Nyarko 59' Magee 83' Lindpere 90' | Report | Valentino 51' | Stadion: Toyota Park, Bridgeview Scheidsrechter: Sorin Stoica |
| 26 juni 2013 19:30 CDT |                                                 |        |               | Stadion: Toyota Park, Bridgeview Scheidsrechter: Sorin Stoica |
| 26 juni 2013 19:30 CDT |                                                 |        |               | Stadion: Toyota Park, Bridgeview Scheidsrechter: Sorin Stoica |
|                        |                                                 |        |               |                                                               |

|                        |                                                       |         |                        |                                                                             |
| 26 juni 2013 19:00 EDT | D.C. United                                           | 3–1     | New England Revolution | Stadion: Maryland SoccerPlex, Washington DC Scheidsrechter: Edvin Jurisevic |
| 26 juni 2013 19:00 EDT | Pontius 45' Riley 52' De Rosario 69' Pajoy 87' (pen.) | Verslag | Toja 52'               | Stadion: Maryland SoccerPlex, Washington DC Scheidsrechter: Edvin Jurisevic |
| 26 juni 2013 19:00 EDT |                                                       |         |                        | Stadion: Maryland SoccerPlex, Washington DC Scheidsrechter: Edvin Jurisevic |
| 26 juni 2013 19:00 EDT |                                                       |         |                        | Stadion: Maryland SoccerPlex, Washington DC Scheidsrechter: Edvin Jurisevic |
|                        |                                                       |         |                        |                                                                             |

|                        |                                     |         |                    |                                                                                      |
| 26 juni 2013 19:30 MDT | Real Salt Lake                      | 3–0     | Carolina RailHawks | Stadion: Rio Tinto Stadium, Sandy Toeschouwers: 10.287 Scheidsrechter: Fotis Bazakos |
| 26 juni 2013 19:30 MDT | Beltran 35' Wingert 51' Saborío 86' | Verslag |                    | Stadion: Rio Tinto Stadium, Sandy Toeschouwers: 10.287 Scheidsrechter: Fotis Bazakos |
| 26 juni 2013 19:30 MDT |                                     |         |                    | Stadion: Rio Tinto Stadium, Sandy Toeschouwers: 10.287 Scheidsrechter: Fotis Bazakos |
| 26 juni 2013 19:30 MDT |                                     |         |                    | Stadion: Rio Tinto Stadium, Sandy Toeschouwers: 10.287 Scheidsrechter: Fotis Bazakos |
|                        |                                     |         |                    |                                                                                      |

|                        |                      |         |                                    |                                                                                           |
| 26 juni 2013 20:00 CDT | FC Dallas            | 2–3     | Portland Timbers                   | Stadion: FC Dallas Stadium, Frisco Toeschouwers: 3.889 Scheidsrechter: Jose Carlos Rivero |
| 26 juni 2013 20:00 CDT | Watson 14' Pérez 86' | Verslag | Nagbe 61' Valeri 63' Piquionne 72' | Stadion: FC Dallas Stadium, Frisco Toeschouwers: 3.889 Scheidsrechter: Jose Carlos Rivero |
| 26 juni 2013 20:00 CDT |                      |         |                                    | Stadion: FC Dallas Stadium, Frisco Toeschouwers: 3.889 Scheidsrechter: Jose Carlos Rivero |
| 26 juni 2013 20:00 CDT |                      |         |                                    | Stadion: FC Dallas Stadium, Frisco Toeschouwers: 3.889 Scheidsrechter: Jose Carlos Rivero |
|                        |                      |         |                                    |                                                                                           |

### Halve finales
|                           |              |         |                           |                                  |
| 7 augustus 2013 19:30 CDT | Chicago Fire | 0–2     | DC United                 | Stadion: Toyota Park, Bridgeview |
| 7 augustus 2013 19:30 CDT |              | Verslag | De Rosario 44' DeLeon 48' | Stadion: Toyota Park, Bridgeview |
| 7 augustus 2013 19:30 CDT |              |         |                           | Stadion: Toyota Park, Bridgeview |
| 7 augustus 2013 19:30 CDT |              |         |                           | Stadion: Toyota Park, Bridgeview |
|                           |              |         |                           |                                  |

|                           |                      |         |                  |                                   |
| 7 augustus 2013 19:30 MDT | Real Salt Lake       | 2–1     | Portland Timbers | Stadion: Rio Tinto Stadium, Sandy |
| 7 augustus 2013 19:30 MDT | Saborio 7' Plata 78' | Verslag | Valeri 90+1'     | Stadion: Rio Tinto Stadium, Sandy |
| 7 augustus 2013 19:30 MDT |                      |         |                  | Stadion: Rio Tinto Stadium, Sandy |
| 7 augustus 2013 19:30 MDT |                      |         |                  | Stadion: Rio Tinto Stadium, Sandy |
|                           |                      |         |                  |                                   |

### Finale
|                          |                |         |                |                                                                                    |
| 1 oktober 2013 19:00 MDT | Real Salt Lake | 0–1     | DC United      | Stadion: Rio Tinto Stadium, Sandy Toeschouwers: 17.608 Scheidsrechter: Juan Guzman |
| 1 oktober 2013 19:00 MDT |                | Verslag | Lewis Neal 45' | Stadion: Rio Tinto Stadium, Sandy Toeschouwers: 17.608 Scheidsrechter: Juan Guzman |
| 1 oktober 2013 19:00 MDT |                |         |                | Stadion: Rio Tinto Stadium, Sandy Toeschouwers: 17.608 Scheidsrechter: Juan Guzman |
| 1 oktober 2013 19:00 MDT |                |         |                | Stadion: Rio Tinto Stadium, Sandy Toeschouwers: 17.608 Scheidsrechter: Juan Guzman |
|                          |                |         |                |                                                                                    |